# London School of Economics and Political Science

Das Wappen der LSE zeigt als Wappentier einen Biber

Die London School of Economics and Political Science (auch bekannt als London School of Economics; kurz: LSE) ist eine staatliche Universität in London, Vereinigtes Königreich. Sie wurde 1895 gegründet und ist seit 1900 Teil der University of London. In ihren Kernbereichen – den Sozial-, Politik- und Wirtschaftswissenschaften sowie der Philosophie – gehört die LSE neben Harvard, Oxford und Cambridge zur Weltspitze. Ein Viertel aller bisher vergebenen Nobelpreise in den Wirtschaftswissenschaften ging an Preisträger, die mit der LSE verbunden sind. Zu den Alumni der LSE zählen außerdem 55 Staats- und Regierungsoberhäupter.
Gemeinsam mit den Universitäten Oxford, Cambridge, dem Imperial College London, dem King’s College London und dem University College London bildet sie das sogenannte Golden Triangle von Eliteuniversitäten in England. Sie ist Mitglied der Russell-Gruppe, der Association of Commonwealth Universities, der European University Association, der Community of European Management Schools, der Association of Professional Schools of International Affairs und des Verbundes Universities UK. Sie ist außerdem eine der reichsten Universitäten von London nach Stiftungsvermögen.
Es gibt 28 Fachbereiche und 20 Forschungseinrichtungen. Zu ihrem Fächerspektrum gehören u. a. Volkswirtschaftslehre, Politikwissenschaften und Internationale Beziehungen, Geschichtswissenschaften, Rechtswissenschaften, Philosophie und Soziologie. Die London School of Economics befindet sich im Zentrum Londons im Stadtteil City of Westminster an der Grenze zwischen Covent Garden und Holborn. Der an die Universität angegliederte Think-Tank LSE IDEAS gilt als eines der wichtigsten britischen Forschungsinstitute im Bereich der internationalen Politik. Weiter ist die zentrale Universitätsbibliothek, offiziell British Library of Political and Economic Science, die weltweit größte Fachbibliothek für Politik- und Wirtschaftswissenschaften.

## Geschichte

### Gründung

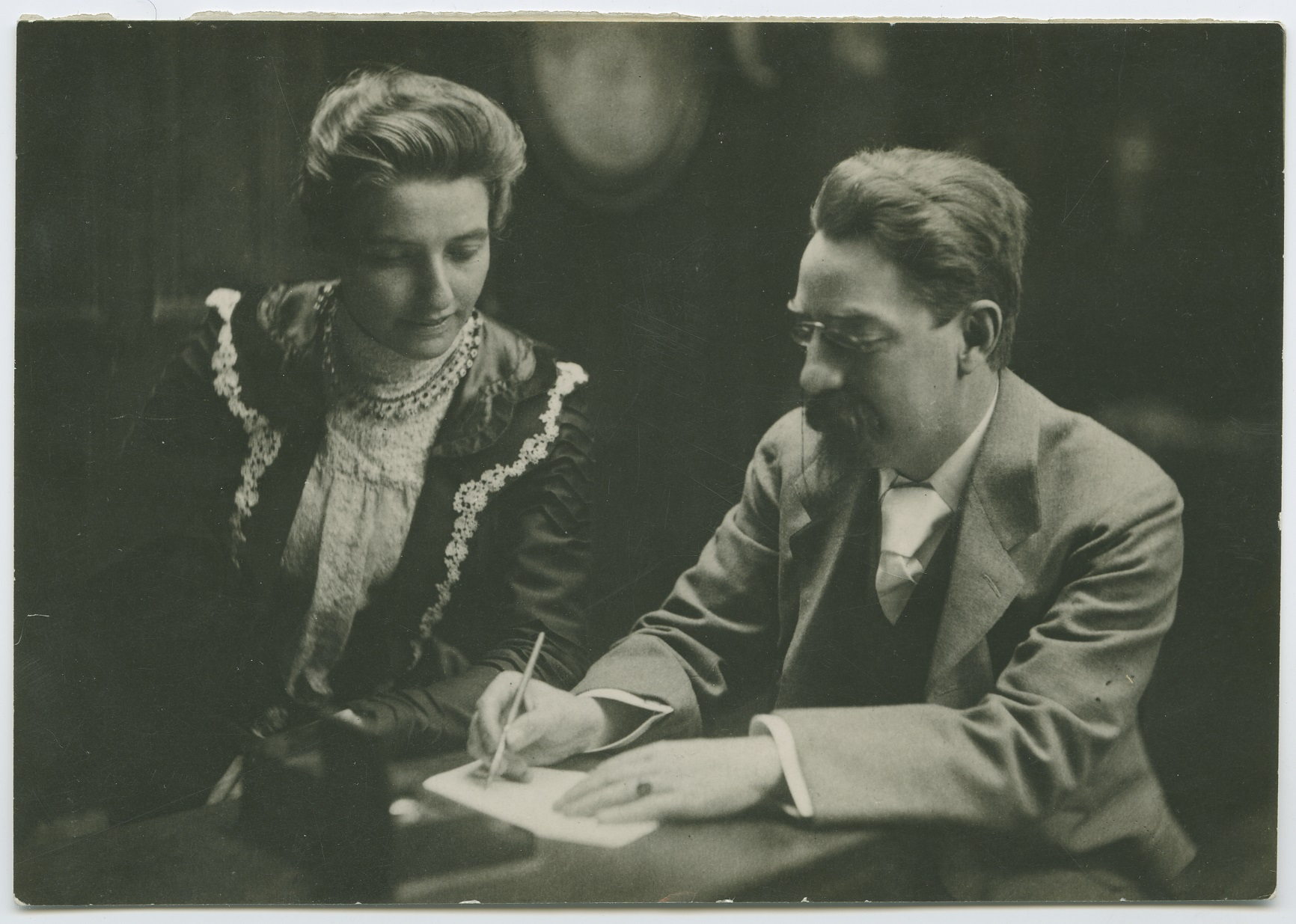
Beatrice und Sidney Webb

Hervorgegangen ist die London School of Economics 1894 aus einem Übereinkommen diverser Mitglieder der Fabian Society, darunter Beatrice Webb, Sidney Webb, George Bernard Shaw und Graham Wallas. Die Gründung zu diesem Zeitpunkt ging einher mit lebhaft geführten gesellschaftlichen Diskussionen um Klassenunterschiede und neue Wege sozialen Fortschrittes. Dem Selbstverständnis der Fabian Society nach sollte die Forschung an der neu geschaffenen Institution der reformistischen und graduellen Aufklärung einer modernen Wirtschafts- und Politikelite dienen, explizit auch aus der Arbeiterklasse. Als Vorbild diente hierbei unter anderem der Vorgänger der heutigen Pariser Sciences Po (Institut d’études politiques de Paris). Zur Finanzierung diente eine der Fabian Society gewidmete Hinterlassenschaft von 20.000 Pfund des Anwalts Henry Hunt Hutchinson, ebenfalls Mitglied der Gesellschaft. Die Treuhänder autorisierten die Verwendung im folgenden Jahr, und so konnten die ersten Vorlesungen im Oktober 1895 in Unterrichtsräumen in der John Street, City of Westminster, abgehalten werden.

### 20. Jahrhundert
1900 wurde die London School of Economics formal Teil der University of London und repräsentierte ab sofort deren volkswirtschaftliche Fakultät. Nach einer schnellen Expansion zog die Fakultät mehrfach um, bis sie sich 1920 an der heutigen Adresse, der Houghton Street, niederließ. Nachdem durch King George V. der Grundstein des Hauptgebäudes gelegt worden war, öffnete 1922 das Old Building seine Türen. Das Fächerspektrum wurde unter anderem um Geografie, Internationale Beziehungen, Philosophie und Recht erweitert. Das Wappen der Universität wurde im Februar 1922 übernommen. Der lateinische Spruch Rerum cognoscere causas, von Vergil inspiriert, wurde auf Vorschlag von Edwin Cannan zugefügt.
Mit Friedrich A. Hayek wurde die London School of Economics spätestens seit den 1930er Jahren zu einem Zentrum des wirtschaftstheoretischen Diskurses. Berühmt ist in der akademischen Welt insbesondere die Auseinandersetzung zwischen Hayek als Befürworter der Österreichischen Schule einerseits und seinem Gegenüber John Maynard Keynes, damals an der University of Cambridge, als Advokat des staatlich beeinflussten Wohlfahrtsstaates andererseits. Der akademische Diskurs zwischen beiden Institutionen berührte allerdings schon vorher im Kern die grundlegende Frage, ob Volkswirtschaftslehre einem eher praktisch ausgerichteten, anwendbaren Wissen dienen solle, oder vielmehr der theoretisch-holistische Ansatz wünschenswerter sei. So befürwortete die London School of Economics in den 1920er Jahren unter Lionel Robbins die Einrichtung eines separaten Fachbereichs für Wirtschaftsgeschichte, während die Ökonomen der „Cambridger Schule“ auf einem integrativen Ansatz bestanden.
Auch in der Philosophie hat die London School of Economics traditionell erheblichen Einfluss. Mit Karl Popper (1902–1994) unterrichtete hier lange Jahre einer der bedeutendsten Philosophen des 20. Jahrhunderts. Zu seinen Schülern zählten hier unter anderem Paul Feyerabend und Imre Lakatos, welcher anschließend für 14 Jahre eine Professur an der London School of Economics innehatte. Das Department of Philosophy, Logic and Scientific Method gilt entsprechend unter Fachkollegen als das weltweit führende in der Entscheidungstheorie und der Wissenschaftstheorie, insbesondere in den Schwerpunkten Philosophy of Social Sciences.
Während der Bombardierung Londons im Zweiten Weltkrieg war die Fakultät im Peterhouse College der University of Cambridge untergebracht.
Ende der 1960er Jahr wurde die LSE zu einer Keimzelle der britischen Studentenbewegung.

### 21. Jahrhundert

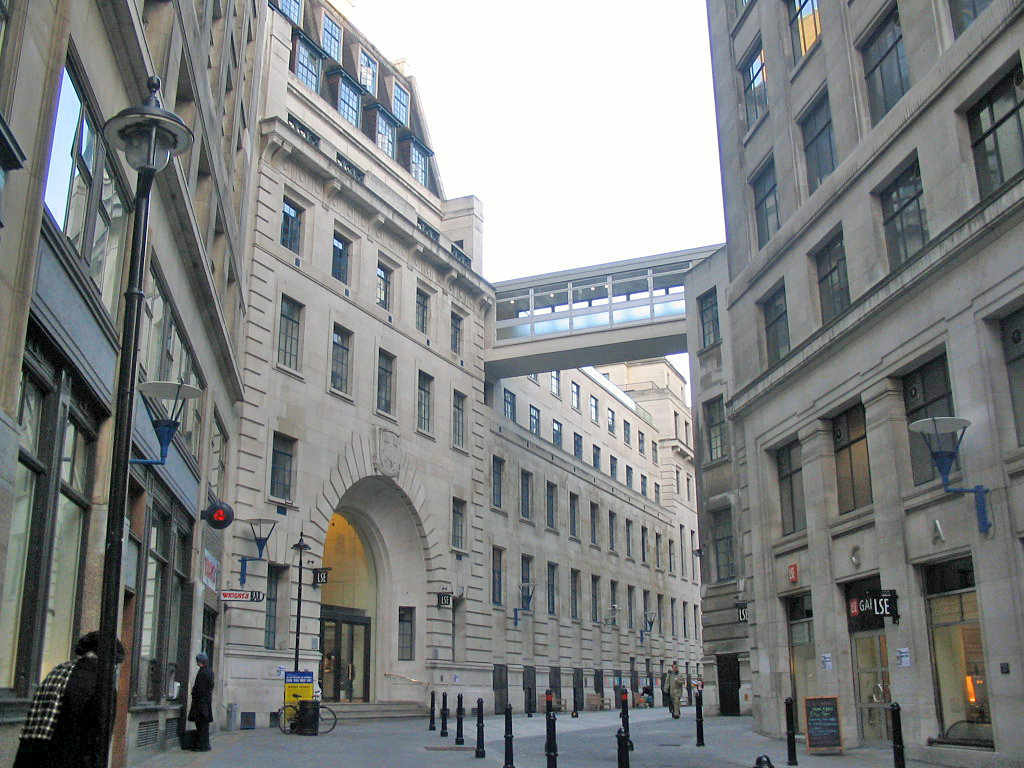
Das Old Building, Hauptgebäude der Universität

In der jüngeren Vergangenheit trat die London School of Economics unter anderem durch die Aktivitäten des Soziologen Anthony Giddens als moderner Ausgangspunkt des von Tony Blair und Bill Clinton vertretenen „Dritten Weges“ in Erscheinung. Der Ökonom und Klimaforscher Nicholas Stern, Verfasser des Stern-Reports, lehrt am 2008 gegründeten Grantham Research Institute on Climate Change and the Environment. Im 21. Jahrhundert wurde der Nobelpreis für Wirtschaftswissenschaften drei Mal an Forscher der London School of Economics vergeben, zuletzt 2010 an Christopher A. Pissarides.
Kontroversen:
Im Februar 2011 gab der amerikanische Hedge-Fonds-Manager John Paulson bekannt, über 2,5 Millionen Pfund für die Einrichtung eines Lehrstuhls an der London School of Economics über die Zukunft des europäischen Finanzwesens bereitzustellen. Und im selben Monat geriet die London School of Economics außerdem in die Schlagzeilen deutscher und internationaler Medien, nachdem die Hochschulleitung kurzfristig eine Diskussionsrunde der LSE German Society mit Thilo Sarrazin abgesagt hatte.
Ebenfalls im Februar 2011 – während des Aufstands in Libyen – geriet die London School of Economics wegen ihres 2008 an Saif al-Islam al-Gaddafi verliehenen Doktorgrades in die Kritik. Es gab Hinweise auf Plagiate in der Dissertation (Titel „The role of civil society in the democratisation of global governance institutions. From ‘soft power’ to collective decision-making?“, Betreuer Meghnad Desai) und Zweifel an der Autorschaft, außerdem wurde eine 2009 angenommene Spende der Gaddafi International Charity and Development Foundation (GICDF) über 1,5 Millionen Pfund an die London School of Economics für ein Forschungsprogramm im Zusammenhang mit Nordafrika bekannt, von der das LSE-Institut Centre for the Study of Global Governance, an dem Gaddafi studiert hatte, profitierte und bis dahin 300.000 Pfund erhalten hatte. Am 3. März 2011 trat der Direktor Howard Davies wegen der Affäre zurück. Die für die Verleihung des Doktorgrades an Gaddafi verantwortliche Universität London kam im November 2011 zu dem Ergebnis, den Grad nicht zu entziehen.

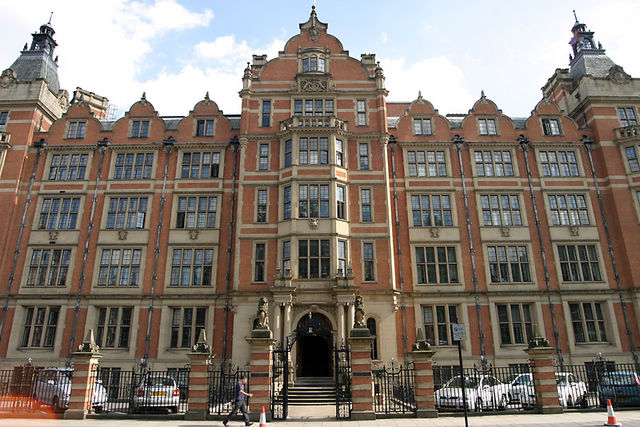
32 Lincoln’s Inn Fields, Sitz des Department of Economics

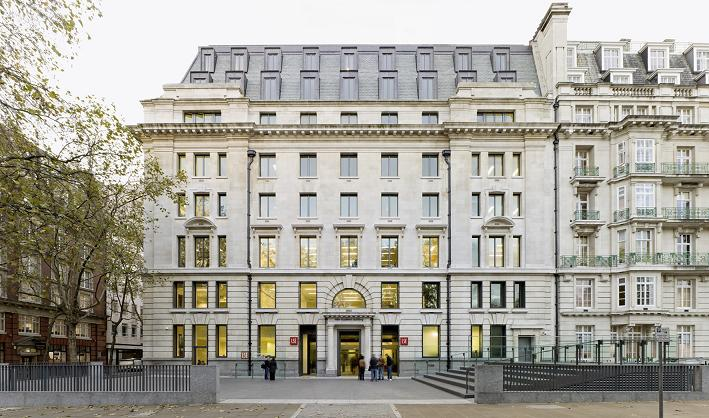
Das New Academic Building, Sitz des Department of Management

## Lage und Campus

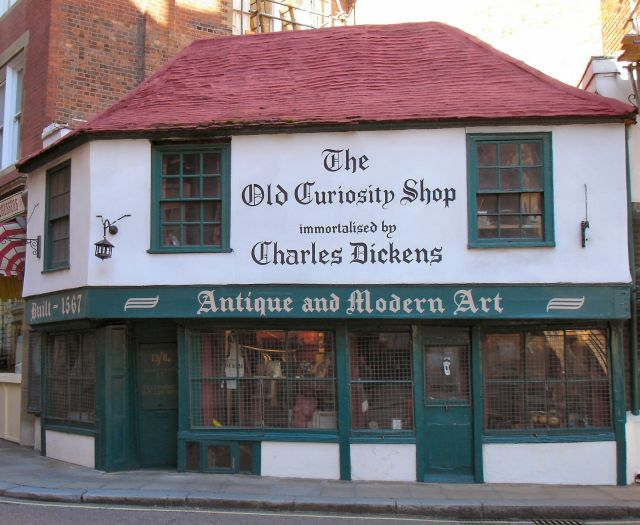
Der Old Curiosity Shop, gegenüber dem Students’ Union Building

Im Jahre 1920 weihte König George V. das älteste Universitätsgebäude ein, welches heute den Namen Old Building trägt. Dieses Gebäude fungiert immer noch als zentrales Universitätsgebäude, auch wenn sich der Campus im 20. Jahrhundert um ein Vielfaches erweitert hat. Gegenwärtig gehören ungefähr 30 Gebäude zur Universität selbst, welche hauptsächlich zwischen Kingsway und Aldwych liegen. Neben Lehr- und Forschungseinrichtungen gehören elf Studentenwohnheime zur Universität, welche sich auf das Stadtgebiet Londons verteilen. Zum Universitätsgelände gehören Sportflächen in Berrylands im Süden Londons. Der Universitätscampus beherbergt einzelne Installationen und Werke bekannter Künstler, unter anderem Richard Wilsons Square the Block, Michael Browns Blue Rain, Christopher Le Bruns Desert Window.
Die Universität beherbergt die British Library of Political and Economic Science. Sie ist die weltweit größte Fachbibliothek für Sozial- und Wirtschaftswissenschaften sowie nach der British Library bei Kings Cross die größte zusammenhängende Bibliothek Großbritanniens. Die gegenwärtige British Library of Political and Economic Science wurde vom Architekten Sir Norman Foster gestaltet.
Im Jahre 2003 eröffnete Königin Elizabeth sowie der Herzog von Edinburgh das von Sir Nicholas Grimshaw umstrukturierte New Academic Building. Dieses beherbergt neben Seminar- und Tagungsräumen einen Konferenzraum für öffentliche Veranstaltungen der Universität. 2014 wurde das Saw Swee Hock Student Centre eröffnet und ist seitdem Sitz der universitären Students’ Union. Es hat unter Fachkreisen Beachtung für seine Architektur erlangt und wurde mit zahlreichen Preisen ausgezeichnet. Bis 2018 erarbeitet das Architekturbüro Rogers Stirk Harbour & Partners eine Campuserweiterung, welche das Department of Government, International Relations sowie das European Institute einschließen soll.

### Lage und Anbindung
Die London School of Economics befindet sich im Stadtteil City of Westminster, an der Grenze zwischen Covent Garden und Holborn. Im sogenannten Midtown district auf der Nordseite der Themse gelegen, grenzt die Universität außerdem an Camden und die City of London.
Die nächsten Stationen der London Underground sind Holborn, Temple und Covent Garden. Charing Cross, geographischer Mittelpunkt Londons in der Nähe des Trafalgar Square, befindet sich in Fußweite. Der Eingang des City Thameslink am Ludgate Hill ist der nächste Regionalbahnhof, während London Waterloo auf der anderen Seite der Themse liegt. Busse nach Aldwych, Kingsway und zu den Royal Courts of Justice verweisen auf Ausstieg zur London School of Economics.

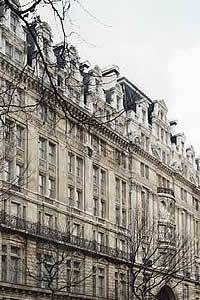
Northumberland-Haus

## Akademisches Profil

### Studentenschaft
Die London School of Economics zählt mit einer Aufnahmequote von 6,5 % zu den am stärksten selektierenden Universitäten der Welt, noch vor den Universitäten Oxford und Cambridge. Auf einen Bachelor-Studienplatz an der London School of Economics kommen durchschnittlich fast 14 Bewerber. Heutzutage kommen etwa 85 % aller Studenten der London School of Economics nicht aus dem Vereinigten Königreich. Dies macht die London School of Economics zu einer der internationalsten Universitäten der Welt mit mehr vertretenen Nationalitäten als in den Vereinten Nationen. Mit jährlich etwa 500 deutschen Studenten findet sich an der London School of Economics eine der größten deutschen Studentenvereinigungen außerhalb Deutschlands, die LSE German Society.

### Studentenzahlen
Von den 12.050 Studenten des Studienjahres 2019/2020 nannten sich 6.585 weiblich und 5.450 männlich. 2009 waren es 9.600 Studenten gewesen. 2014/2015 waren es 5.455 Frauen und 5.130 Männer und insgesamt 10.600 Studenten. 2019/2020 kamen 3.730 Studenten aus England, 50 aus Schottland, 75 aus Wales und 2.070 aus der EU. 5.160 der Studierenden strebten 2019/2020 ihren ersten Studienabschluss an, sie waren also undergraduates. 6.895 arbeiteten auf einen weiteren Abschluss hin, sie waren postgraduates.

### Studiengänge und Partnerschaften
Die Hochschule bietet derzeit 140 MSc-, 31 BSc-, 5 MPA- und 4 BA-Kurse im Bereich der Sozialwissenschaften und Philosophie sowie in den Rechtswissenschaften den LLB und LLM an.
Es bestehen Forschungskooperationen bzw. Austauschprogramme unter anderem mit den Universitäten von Chicago, Yale, Columbia, Berkeley, Peking, der National University of Singapore, Sciences Po Paris, Hertie School of Governance Berlin und Oxford.

### Forschung
Laut staatlichem Research Excellence Framework aus dem Jahre 2014 hat die London School of Economics den höchsten Anteil an Forschung von Weltrang aller britischen Universitäten. Die Universität beherbergt zahlreiche Forschungseinrichtungen. Zu diesen gehören unter anderem das Centre for the Analysis of Social Exclusion, das Centre for Climate Change Economics and Policy, das Centre for Macroeconomics, the Financial Markets Group (gegründet von der Bank of England), das Grantham Research Institute on Climate Change and the Environment (mit dem Vorsitzenden Lord Stern), LSE Cities (finanziert von der Deutschen Bank), das UK Department for International Development gefördert vom International Growth Centre und eines der sechs staatlich geförderten 'What Works Centres' – das What Works Centre for Local Economic Growth.

## Reputation

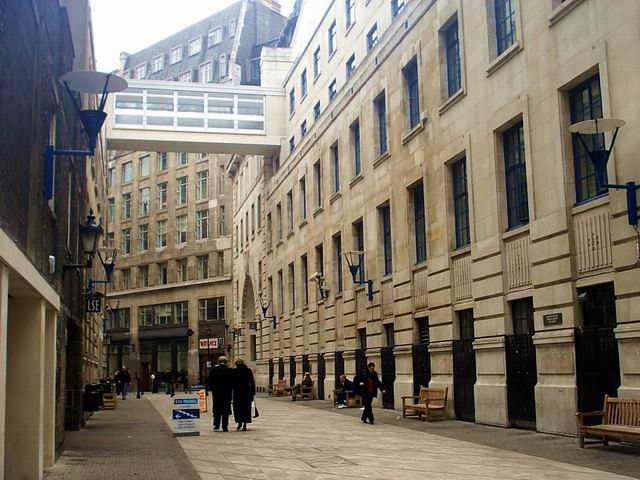
Houghton Street

Über fünfzig aktuelle oder ehemalige Staatsoberhäupter und Regierungschefs haben an der London School of Economics studiert. Die englische Zeitung The Guardian bescheinigt der London School of Economics „mehr Einfluss auf die derzeitige politische Welt als jede andere Hochschule auf der Erde“. Sie zählt zu den akademisch renommiertesten Universitäten in ihrem Forschungsgebiet. Die amerikanische Fulbright Commission attestiert ihr „die beste sozialwissenschaftliche Ausbildung, die es gibt“.
Rankings:
Alle international anerkannten Universitätsrankings positionieren die London School of Economics konstant an die Weltspitze für Wirtschafts- und Sozialwissenschaften. In diesem Bereich erreicht sie 2019 weltweit die zweite Platzierung in den QS Rankings, den siebten Platz in den THE Rankings, und den achten Platz im Academic Ranking of World Universities. Im Bereich Sozial- und Verwaltungswissenschaften schaffte es die Universität auf Platz 1 der Weltrangliste.
In britischer Zeitungen zählt die London School of Economics, trotz ihrer Konzentration auf ausgewählte Fächer, regelmäßig zu den allgemein vier besten akademischen Institutionen des Vereinigten Königreichs. Im Bereich Wirtschafts- und Sozialwissenschaften gilt sie, gemeinsam mit Oxford und Cambridge, traditionell als die führende Institution in Europa. Laut einer 2014 veröffentlichten Studie wurden an der London School of Economics bis dato elf spätere Milliardäre ausgebildet – mehr als an jeder anderen europäischen Universität. Absolventen der London School of Economics verdienen durchschnittlich höhere Einkommen als Absolventen jeder anderen britischen Universität.

## Persönlichkeiten

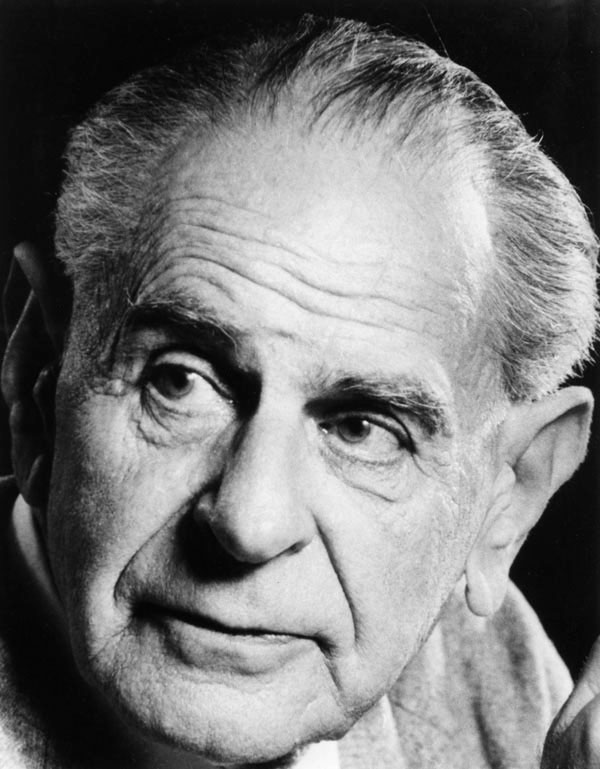
Karl Popper, britisch-österreichischer Wissenschaftsphilosoph und Logiker
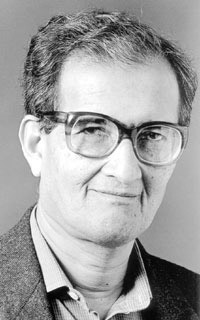
Amartya Sen, indischer Ökonom, Philosoph und Nobelpreisträger
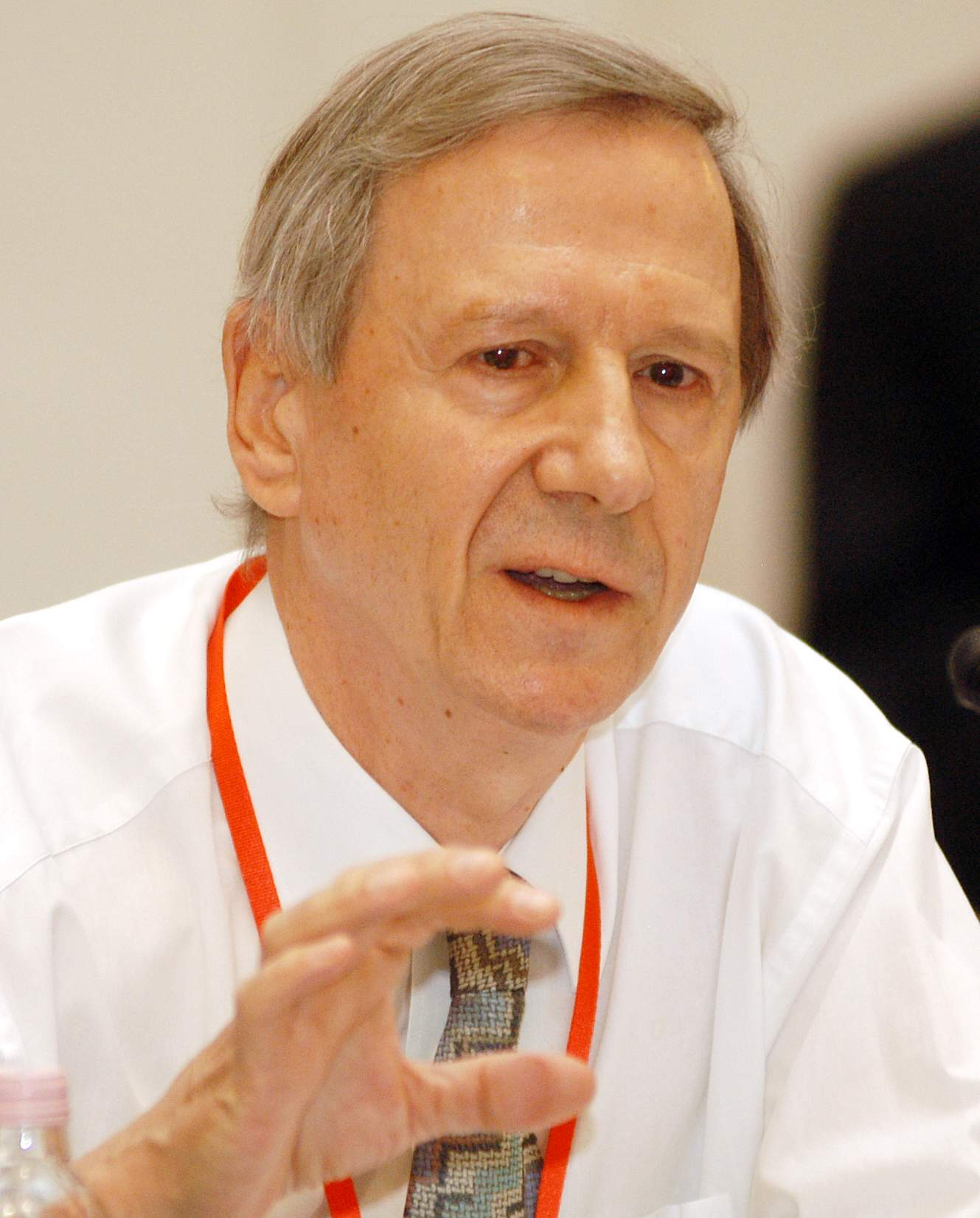
Anthony Giddens, britischer Soziologe
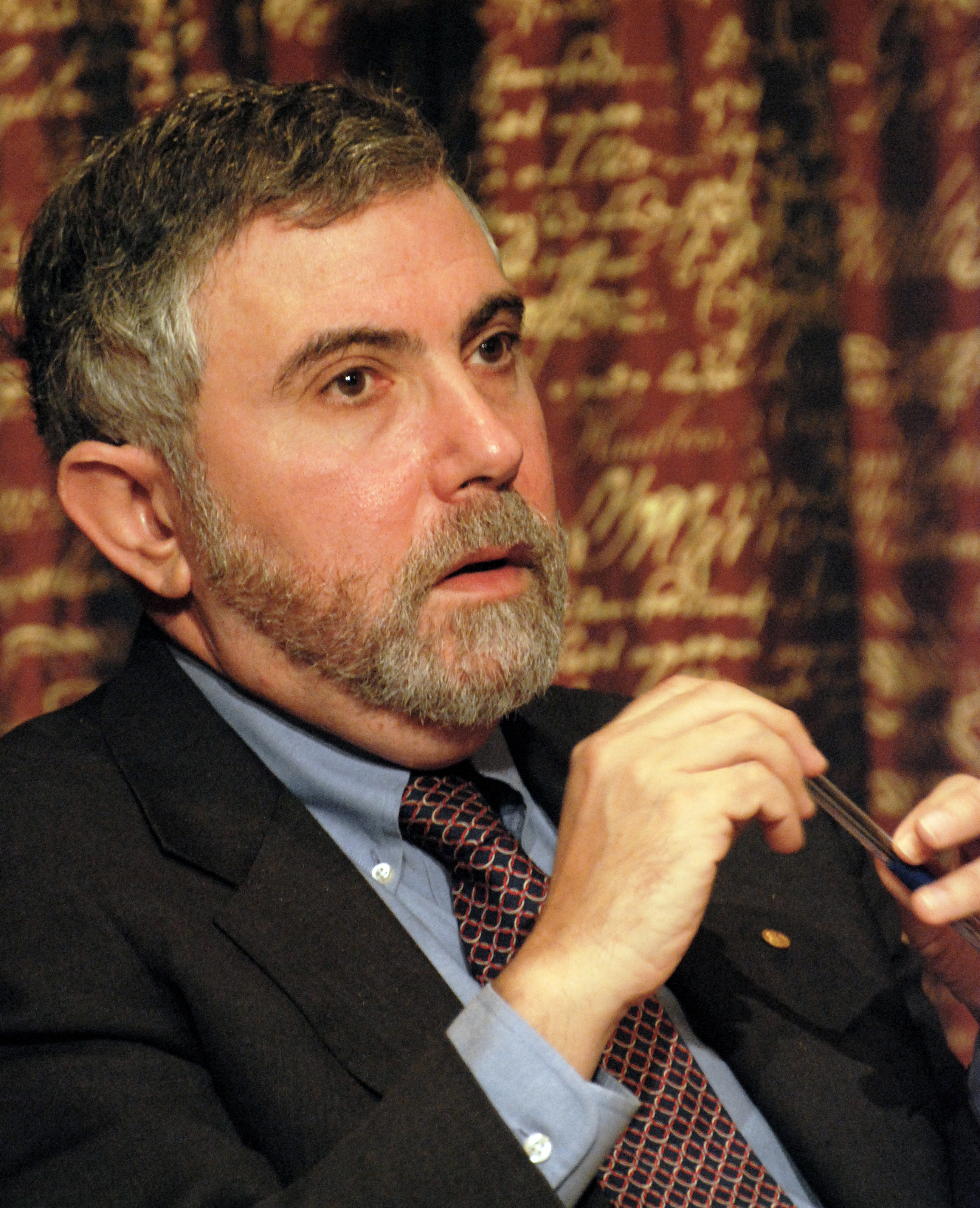
Paul Krugman, US-amerikanischer Ökonom und Nobelpreisträger
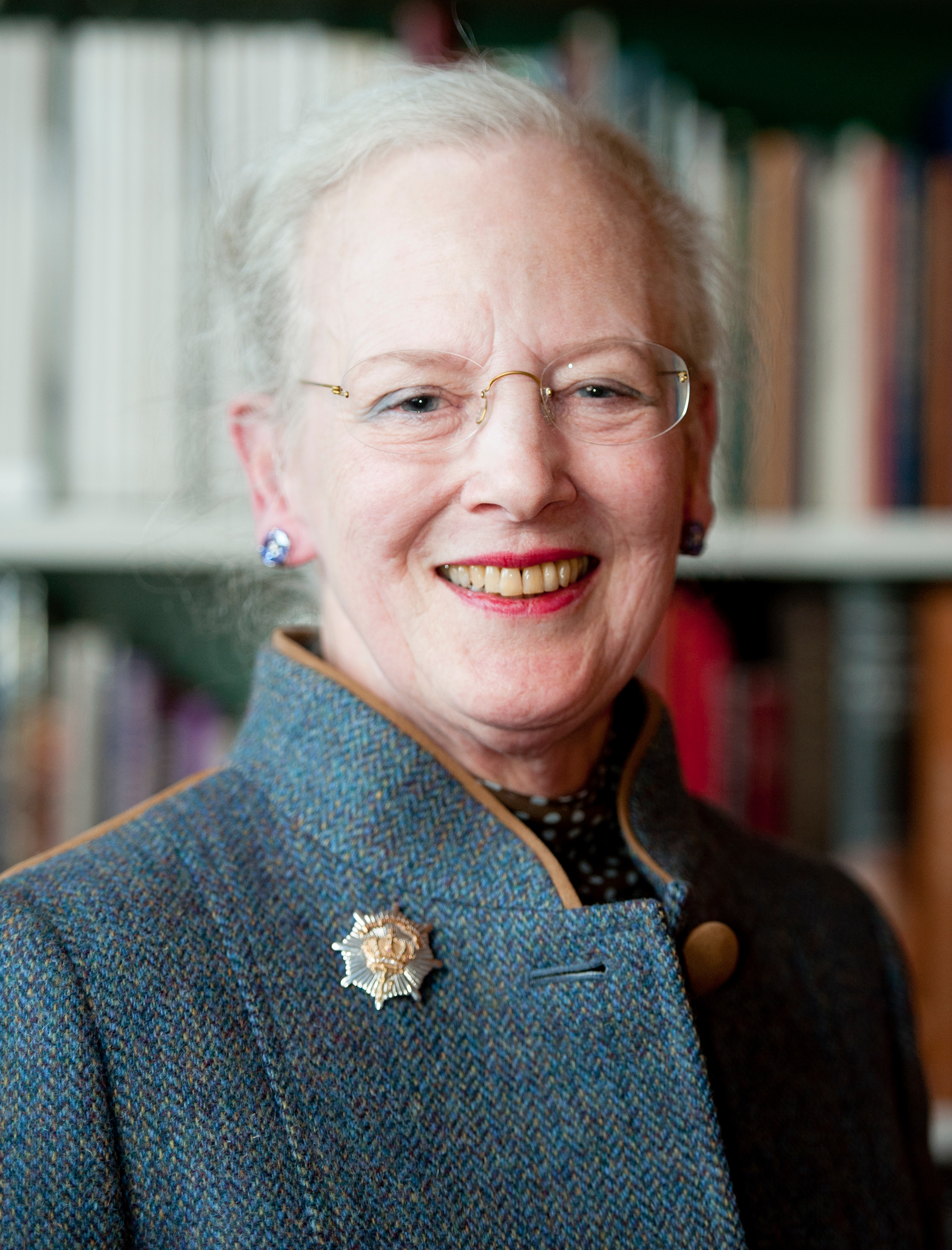
Margrethe II., ehemalige Königin von Dänemark
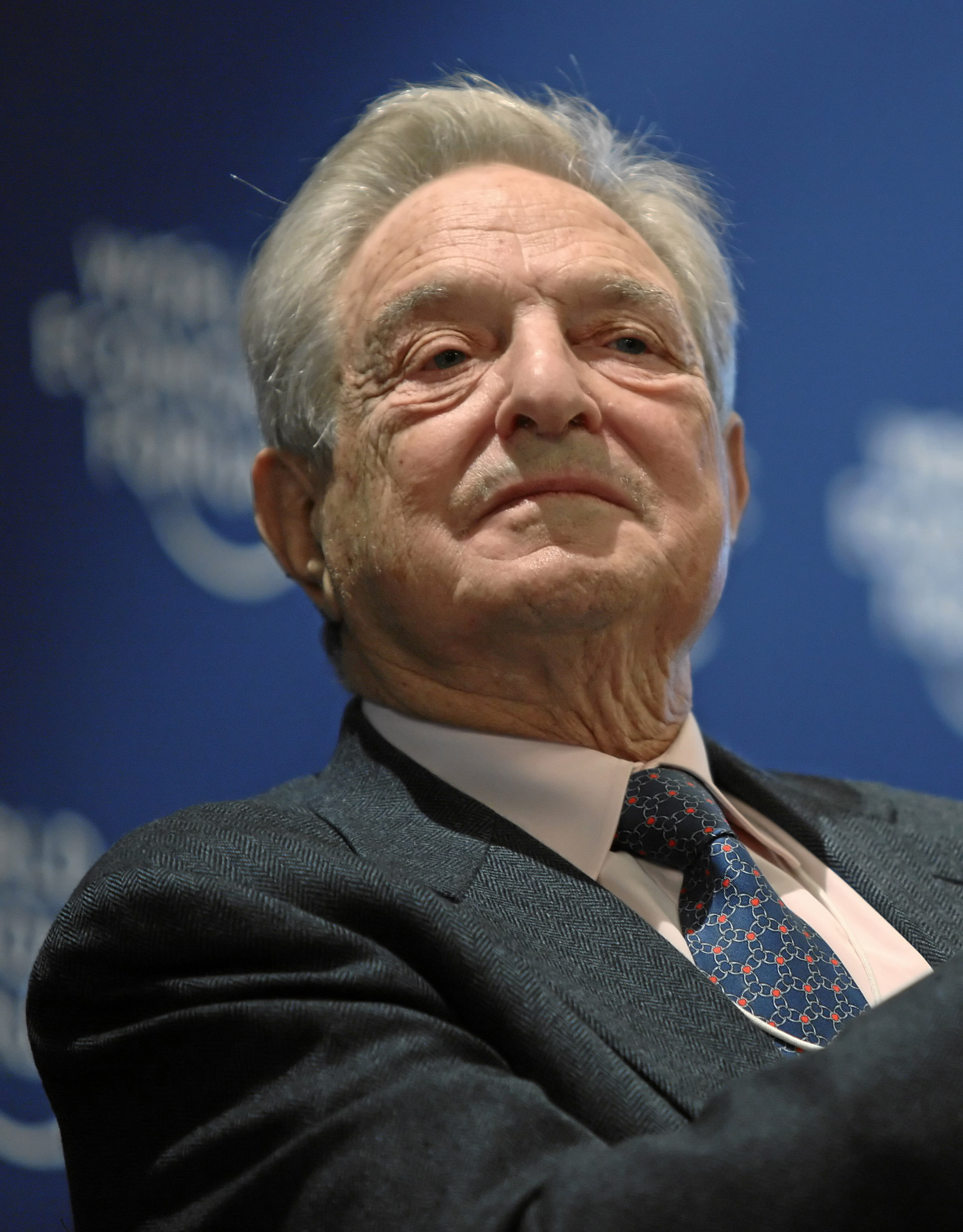
George Soros, US-amerikanischer Investor und Philanthrop
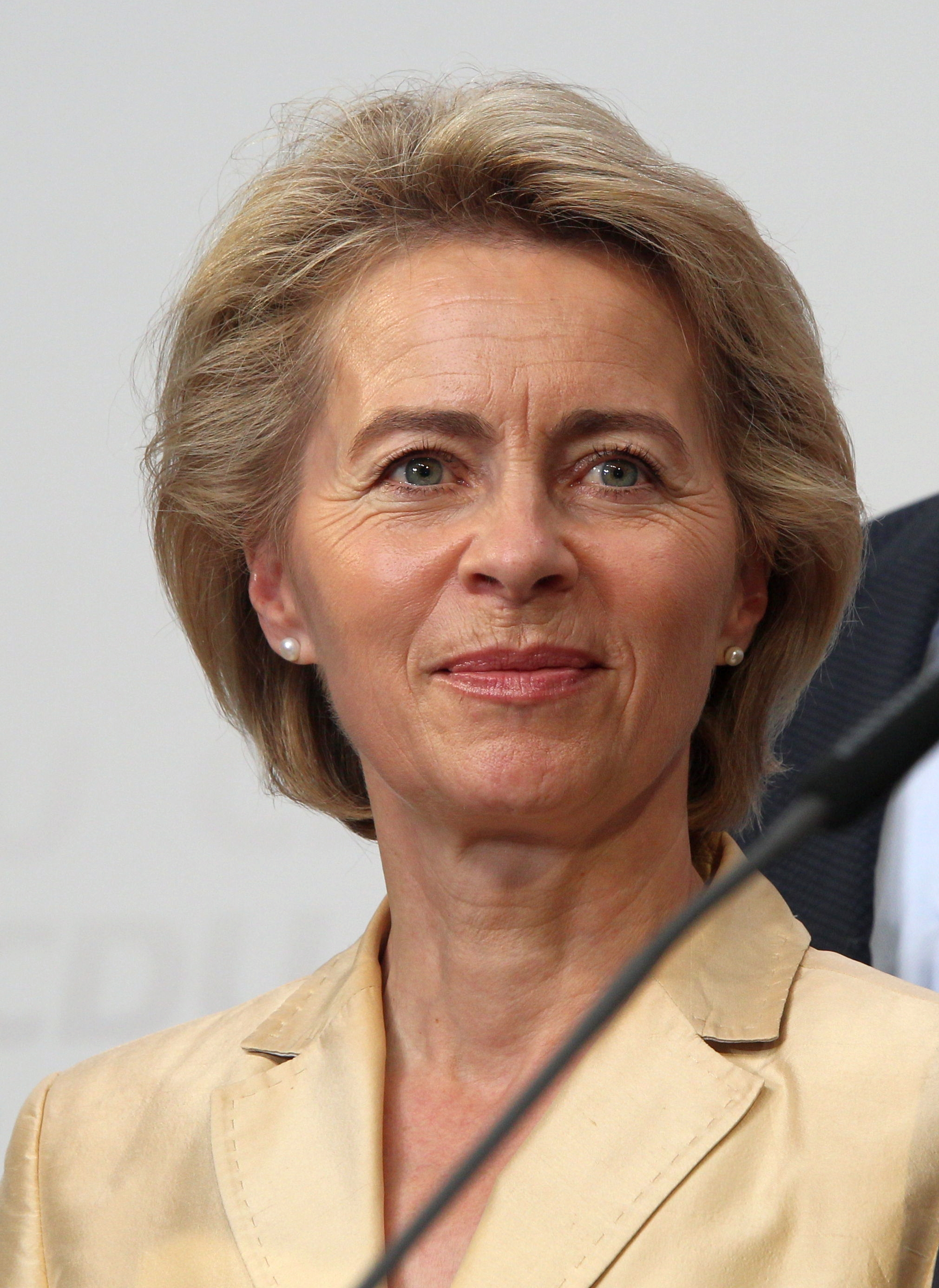
Ursula von der Leyen, Präsidentin der Europäischen Kommission

Neben 19 mit ihr assoziierten Nobelpreisträgern und 37 ehemaligen oder aktuellen Staatsoberhäuptern zählen zu den Absolventen der London School of Economics Persönlichkeiten wie der ehemalige italienische Ministerpräsident und EU-Kommissionspräsident Romano Prodi, Reichskanzler Heinrich Brüning, Friedensnobelpreisträger Óscar Arias, der ehemalige kanadische Premierminister Pierre Trudeau, der Literaturnobelpreisträger George Bernard Shaw, der ehemalige Präsident des Internationalen Gerichtshofs Manfred Lachs, der Vorstandsvorsitzende der Deutschen Bank Josef Ackermann, der norwegische Kronprinz Haakon, die Rechtsanwältin Mónica Feria Tinta, der Unternehmer und Staatsmann David Rockefeller sowie George Soros. Königin Margrethe II. von Dänemark studierte hier ebenso wie der spätere Terrorist Ilich Ramírez Sánchez alias Carlos oder auch Mick Jagger, ohne jedoch einen Abschluss zu erwerben. Bekannte Professoren der Universität sind Ralf Dahrendorf, der sogar zeitweise ihr Direktor war, Thomas Piketty, Paul Krugman, Karl Popper, Friedrich Hayek, Christopher Greenwood, Ronald Coase und Bertrand Russell. Ebenfalls sind etwa der ehemalige Präsident Kolumbiens Juan Manuel Santos, der Ministerpräsident Finnlands Alexander Stubb und der Chefökonom der Weltbank, Kaushik Basu, Absolventen der Universität. In seinen engsten Beraterkreis ernannte US-Präsident Barack Obama eine Reihe von Absolventen der London School of Economics, so etwa Peter Orszag, Paul Volcker, Jason Furman, Peter Rouse und Mona Sutphen. US-Notenbankpräsidentin Janet Yellen war Professorin an der London School of Economics, ihr Stellvertreter Stanley Fischer erlangte seinen Bachelor- und Master-Abschluss hier.